# Teatre Artenbrut
El Teatre Artenbrut (o Sala Artenbrut) fou un espai teatral de petit format ubicat al carrer del Perill núm. 9 del barri de Gràcia de Barcelona. Va obrir les portes el 15 de desembre de 1993 i les va tancar l'11 de gener de 2005 amb un aforament de 100 persones. Tenia una capacitat per a 100 espectadors. S'hi van fer actuacions de teatre, música i varietats. Disposava d'un bar propi. En l'actualitat, en el seu lloc i un cop enderrocat, hi han construït habitatges.

## Descripció
Artenbrut es definia com un teatre connectat amb la realitat, amb l’aquí i l’ara. Per a la seva inauguració va permetre l’accés a tothom que el volgués conèixer –els visitants hi entraven per grups, però molts s’hi quedaven, atrapats per la màgia de l’orquestra i dels performers que amenitzaven la visita–, mentre al carrer, tallat per a l’ocasió, centenars de curiosos s’afegien a la festa. Els Comediants, també convidats, van compondre una auca dedicada a l'espai, impulsat per Joan Raja i Mercè Anglès. El crític Santiago Fondevila va escriure a La Vanguardia el 18 de desembre que una dotzena de bengales van il·luminar la nit per saludar aquest nou espai. «En lo que fue un establecimiento industrial nacía un espacio para la creación». Aquell mateix dia, l’Artenbrut oferia la seva primera funció de teatre per a infants.
L’aposta per la contemporaneïtat amb textos nous i relectures de clàssics, la diversificació de la programació –infantils als matins, cabaret en sessions golfes– i la creació d’una companyia estable eren les línies mestres del projecte, tot i que el tercer objectiu no va acomplir-se per raons econòmiques. El nom de la sala s’inspirava en l'Art Brut del pintor francès avantguardista Jean Dubuffet, defensor de la creació pura, irreflexiva, espontània. I és que Raja i Anglès volien recuperar l'essència de l’art i mostrar-la despullada, sense polir, igual que un diamant en brut. Un art lliure.
L’activitat teatral a l’Artenbrut es va mantenir al llarg de dotze anys, fins i tot després que Mercè Anglès abandonés el projecte el 2002. No obstant això, l'efervescència dels primers temps no podia mantenir un teatre que travessava greus problemes econòmics. L’any 2004, la Coordinadora de Sales Alternatives de Catalunya (COSACA) inicià converses amb la Generalitat i l'Institut Català d’Indústries Culturals (ICIC) per trobar una solució a la precarietat d’aquesta i altres sales de petit format, però pocs dies després, Joan Sanahuja i Carmen García Franco, propietaris de l’immoble que allotjava l’Artenbrut, anunciaven que si l’Administració no assumia una reforma per doblar-hi l’aforament (de 100 a 200 localitats), es veurien obligats a vendre el teatre. En una roda de premsa celebrada el 28 d’octubre de 2004, van valorar la inversió per salvar-lo en 1.800.000 euros.
Els esforços per aconseguir aquests recursos no van fructificar i, uns mesos més tard, el 9 de gener de 2005, l’Artenbrut s’acomiadava de la cartellera teatral. Al lloc del carrer del Perill, que durant poc més d’una dècada va omplir-se de teatre, s’aixeca avui dia un edifici d’habitatges.

## Història
(Un) Otel·lo per a Carmelo Bene, l'espectacle que Roda elogiava a la seva crítica, va ser la carta de presentació del teatre: una peça de cabaret creada, dirigida i interpretada per Xavier Albertí –amb Arnau Vilardebò, Chantal Aimée i Pere Box– que retia homenatge a Bene, reconegut actor, autor i intel·lectual italià.
El titot de Georges Feydeau, primera producció de la sala, va estrenar-se tot seguit, amb direcció de Pere Sagristà, que repetiria a l’Artenbrut amb clàssics contemporanis com Les criades de Jean Genet o L’amant, de Harold Pinter. Sagarra, Benet i Jornet, Jordi Teixidor o Buero Vallejo –en un muntatge d’En la ardiente oscuridad signat per Ricard Salvat– van ser alguns dels autors representats al teatre els primers anys, i Lluís Soler, Quim Lecina, Francesc Albiol, Muntsa Alcañiz, Christian Atanasiu o Vincles Companyia de Dansa, alguns dels intèrprets.
El desembre del 2002, Mercè Anglès, directora en solitari de la sala, abandonava el projecte, que passava a mans d’Esther Alonso, Josep Costa i Pep Pla. El nou equip recollia el testimoni amb el repte de produir i coproduir espectacles. La seva etapa s’estrenava amb Tatuatge, drama inspirat en el cas real d’un pare que va abusar de les seves filles, amb Pep Pla com a director i un repartiment encapçalat per Pep Ferrer, Rosa Cadafalch, Núria Font, Montse Morillo i Marc Rodríguez. Pla i Costa van estrenar-hi els seus muntatges –entre d'altres, Cap a la mort, d’Alfonso Sastre, el primer; Adéu a Berlín, d’Isherwood, Kander i Webb, i Follies, amb dramatúrgia pròpia, el segon–, fins que l’octubre de 2004 es van fer públics els problemes de la sala per mantenir la seva activitat. L’Artenbrut tenia els dies comptats: el 9 de gener de 2005 va acollir la darrera funció d’Actes indecents, els tres judicis d’Oscar Wilde, dirigida per Teresa Devant. La sala abaixava el teló sense fer soroll, ben lluny del rebombori que va acompanyar la seva inauguració.

## Programació
Temporada 1993-94
- Un Otel·lo per a Carmelo Bene. Direcció de Xavier Albertí
- El Titot. Original de Georges Feydeau. Direcció de Pere Sagristà
- Moltes gràcies. Original de la Companyia Poca Conya

Temporada 1995-96
- Las criadas. Original de Jean Genet. Direcció de Pere Sagristà.
- El viatge. Amb Quim Lecina i Brownie Jazz Quintet. Estrenada el 26 de març de 1996.
- ...i un clavell vermell al trau Un trajecte per l'obra poètica de Josep Maria de Sagarra. Amb Lluís Soler. Estrenada el 10 d'abril de 1996.
- Em vec del bec de Joan Castells. Amb Francesc Albiol. Estrenada el 24 d'abril de 1996.
- La forza del desatino o de cómo aprender a reirse y amar la ópera. Amb Michael Aspinall. Estrenada el 25 d'abril de 1996.

Temporada 1996-97
- En la ardiente oscuridad d'Antonio Buero Vallejo. Direcció: Ricard Salvat. Estrenada el 12 de setembre de 1996.
- Marató de Nova York d'Edoardo Erba. Estrenada el 6 de març de 1997.
- Històries marranes. Direcció de Pep Pla. Estrenada el 12 de març de 1997.

Temporada 2000-01
- La ceba. Original de Jordi Teixidor. Direcció de Joan Raja.

Temporada 2002-03
- Tatuatge. Original de Dea Loher. Traducció de Màrius Gomis. Direcció de Pep Pla.
- Gertrude Stein i una senyoreta de companyia. Original de Win Wells. Traducció i direcció de Josep Costa.

Temporada 2003-04
- Follies. Dramatúrgia i direcció de Josep Costa.
- Cap a la mort. Original d'Alfonso Sastre. Direcció de Pep Pla.
- L'illa dels esclaus. Original de Pierre Carlet de Chamblain de Marivaux. Direcció de Pep Pla.
- Perdida en los Apalaches. Original de José Sanchis Sinisterra. Direcció de Raimon Molins.
- No són maneres de matar una dona. Original de Douglas J. Cohen. Direcció escènica de Sílvia Sanfeliu i direcció musical de Xavier Torras.[4]

Temporada 2004-05
- La Cupletista. Recull de cuplets de Càndida Pérez. Dramatúrgia i direcció de Pere Sagristà.

## Altres estrenes
- Els vells temps de Harold Pinter. Direcció de Carme Portaceli.
- Quan era petita de Sharman Macdonald. Direcció de Tamzin Townsend.
- Ha vingut un inspector de John Boynton Priestley. Direcció de Jaume Melendres.
- Currículum, espectacle basat en "Un cor famolenc" d'Enric Balaguer. Direcció de Carles Alberola i Pasqual Alapont.
- Los domingos matan más hombres que las bombas.
- Bacil's, amb Jaume Sorribas i Pep Armengol. Direcció Ferran Fañé.
- Boxtrot, de la companyia Martí Atanasiu.
- Porquoi pas?, de la Companyia Los Los.
- La mosca del vinagre de Jordi Arbonès. Direcció de Ferran Frauca.
- La nit just abans dels boscos de Bernard-Marie Koltès. Direcció de Rafel Duran.
- Frida K de Gloria Montero. Direcció de Peter Hinton.
- Treball d'amor perdut de William Shakespeare. Diirecció de Ferran Madico.
- Hooker, el gos de Shakespeare de Leon Rooke. Direcció de Pere Sagristà.
- Sólo me pasa a mí, amb Luciano Federico.
- L'Univers perdut d'Enric Rufas i Bou. Diirecció de Joan Riera.
- Lluna de mel a Oregon, amb Xus Estruch.
- Precisament avui de Josep Maria Benet i Jornet. Direcció de Ferran Madico.
- "Tangos" de Josep Magem i Montse albàs. Companyia Alvaro Punyal.